# Rhagodes aureus
Espèce
Synonymes
- Rhax aurea Pocock, 1889

Rhagodes aureus est une espèce de solifuges de la famille des Rhagodidae.

## Distribution
Cette espèce se rencontre en Iran, en Afghanistan, au Turkménistan et en Somalie.

## Description
La femelle holotype mesure 62 mm.

## Publication originale
- Pocock, 1889 : Arachnida, Chilopoda and Crustacea. The Zoology of the Afghan Delimitation Commission. Transactions of the Linnean Society of London, Zoology, sér. 2, vol. 5, p. 110-121 (texte intégral).